# Aptesis flagitator
Aptesis flagitator là một loài tò vò trong họ Ichneumonidae.